# 羽鳥さやか
羽鳥 さやか（はとり さやか、1975年7月17日 - ）は、日本の元AV女優。
身長:165cm。スリーサイズ:B83・W61・H87。血液型:O型。

## 略歴・人物
1996年の21歳に『華麗なる淫暴』でAVデビューしたが、1997年頃に引退した。

## 出演作品

### アダルトビデオ（オリジナル作品）
1996年
- 華麗なる淫暴 （9月21日、アテナ映像） ※デビュー作
- 卑猥な女教師スペシャル 誘惑するアソコ、締まるお尻 （10月31日、アテナ映像）
- 快楽主義 ～エピキュリズム～ （11月25日、HRC）
- ジュテームアイドル 潮吹き絶叫25連発耐久FUCKスペシャル （12月21日、アテナ映像）

1997年
- パンストビデオ 3 （1月17日、エロチカ）
- ディープレズ・欲情する女達 （1月21日、KUKI）…共演:香月あんな
- 黒い炎の女 （2月28日、HRC）
- 午後の診察室 ～A感コスプレ療法～ （1997年3月31日、KUKI）
- パンスト倶楽部 5 （1997年4月20日、宇宙企画）…オムニバス作品 他出演:小野真由美 ほか
- 超淫獣伝説 2 （1997年5月23日、アリスJAPAN）…共演:星崎るな
- 裏女尻 （6月20日、アリスJAPAN）
- 猥褻フルコース 3 性欲のかたまり （8月15日、トライハートコーポレーション）
- 現役セーラー白書 4 早熟下半身 （9月15日、ビッグモーカル）…オムニバス作品 他出演:久保聖子、水木マナ
- 両生類責め （9月25日、）
- DESTROY（破壊） 2 Majiでキレしゃう5秒前 （9月27日、ビッグモーカル）
- 潮吹き倶楽部 VOL.5 （1997年9月28日、宇宙企画）…オムニバス作品 他出演:原田リカコ ほか
- プライバシー （9月30日、ビックワークスインターナショナル）
- 憧れの女教師 5 誰にも言えない秘密の日記 （10月25日、HRC）…オムニバス作品 他出演:青山れい子、桑田ゆみ
- 素顔のさやか…究極の生撮影 感激の涙をさやか…演技でない心 危険な香りのさやか…麗人の旅立ち （11月15日、コロナ社）
- 暴淫の保健室 ～ひきさかれた白衣～ （12月19日、アタッカーズ）

1998年
- オフィスレディ 社内SEX講座 （10月24日、マルクス兄弟）…オムニバス作品 他出演:林佑衣、田村奈緒子、橘未稀、小泉しおり

発売日不明
- ぶっかけフェスティバル　STAGE 19 （シャトルジャパン）
- 株式会社セクハラオフィス 19 （シャトルジャパン）
- 汁姫 2 ～くわえ上手は飲み上手～  （シャトルジャパン）
- 強制ぶっかけミルキーズ 12 （シャトルジャパン）
- 女子高生ぶっかけ汚辱 8 （シャトルジャパン）
- スーパーレッグパラノイア 10 （シャトルジャパン）
- 平成ウキウキ女学園 14 （シャトルジャパン）

### オリジナルビデオ
- ノンフィクション・性 OLが語った真実の告白 （1997年5月30日、KUKI）…オムニバス作品 他出演:光月夜也、細川百合子、希志真理子、浅見まお
- 危険なOLたち スペシャル （レジェンドピクチャーズ）…他出演:浅見じゅん、香月あんな、時任歩
- 東京密会 愛は危険な香り （1998年6月22日、レジェンドピクチャーズ）…共演:香月あんな

### 成人映画
- 人妻の味 絶品下半身 （1997年3月20日、エクセスフィルム）…共演:風間恭子

### 写真集
- FRIENDS（1996年11月11日、シュベール出版）香月あんなとのレズ作品、他1組も掲載